# 発起塾
発起塾（ほっきじゅく）は日本の劇団。50歳以上のシニアミュージカル劇団。2000年よりNPO法人として認証される。現在全国（名古屋、大阪、京都、神戸）でそれぞれ地域のシニア世代で構成され、年1-2回のオリジナル作品の上演と出張公演を行う。

## 概要
1999年、劇作家・演出家の秋山シュン太郎が始めた「中高年音楽劇教室」が劇団となり、公演をするようになる。
作品は、すべて秋山シュン太郎のオリジナル作品で、中高年がもつ独特の可笑しみ、悲しさ、悲哀などを描き、同世代の観客の共感を呼ぶ作品になっている。
全国に４箇所（名古屋、大阪、京都、神戸）の拠点があり、それぞれが1年に1回の公演を行う。また小編成の発起塾ツアー組による出張公演。海外公演、遠征公演なども行う。ネットドラマ講座、脚本講座、ダンスグループ・乙女メイツ、などの活動もある。

## 経歴
- 1999年 音楽劇教室発起塾としてスタート。
- 1999年 発起塾わかやま発足、第一回公演「荷車よ北北西に進路を取れ！」エルシアター（大阪天満橋）
- 2000年 発起塾きょうと発足、発起塾こうべ発足、発起塾こうち発足、発起塾いわて発足。NPO法人となる。
- 2001年 発起塾東京発足
- 2002年7月 ニューヨーク（Tribecca Performing Arts Center）にて秋山シュン太郎作・演出「The Mother」公演実施[3]
- 2003年 鹿児島県徳之島公演「花のクッキー売り娘」（徳之島町文化会館ホール）
- 2004年 ホノルル・アラモアナ・ショッピングセンター・センターステージにてパフォーマンス
- 2005年 「キャバレー 〜ラ・ルージュ物語」（東京芸術劇場）、和歌山よさこい祭り「おどるんや！」に参加
- 2008年 ボランティア公演を主に行う「発起塾ライト組」を発足。高齢者施設などで公演活動を始める。[4]
- 2009年 中高年のダンスチーム、バンド、劇団だけのイベントを主催
- 2009年 第23回池袋演劇祭特別参加公演「全国シニア演劇大会」（池袋シアターグリーン）参加[5]
- 2012年 タイ・チェンマイでユパラート高校とNGO子どもの家で公演を実施。
- 2024年 アメリカ・ニューヨーク公演を実施（Baruch Performaing Arts Center“Flower Cookie Selling Girls”）